# ملعب فيسر شتاديون
ملعب فيسر شتاديون (بالألمانية: Weserstadion) ملعب كرة قدم يقع في مدينة بريمن في ألمانيا ، يتسع إلى 42,100 متفرج، هو الملعب الرسمي لنادي فيردير بريمين الذي يلعب في الدوري الألماني لكرة القدم ، تم بناء افتتاح الملعب سنة 1909 وتم إعادة تهيئته عدة مرات آخرها بين عامي 2008- 2011 ، الملعب كذلك استقبل عدد من مباريات منتخب ألمانيا في عدة مناسبات .

## معرض صور

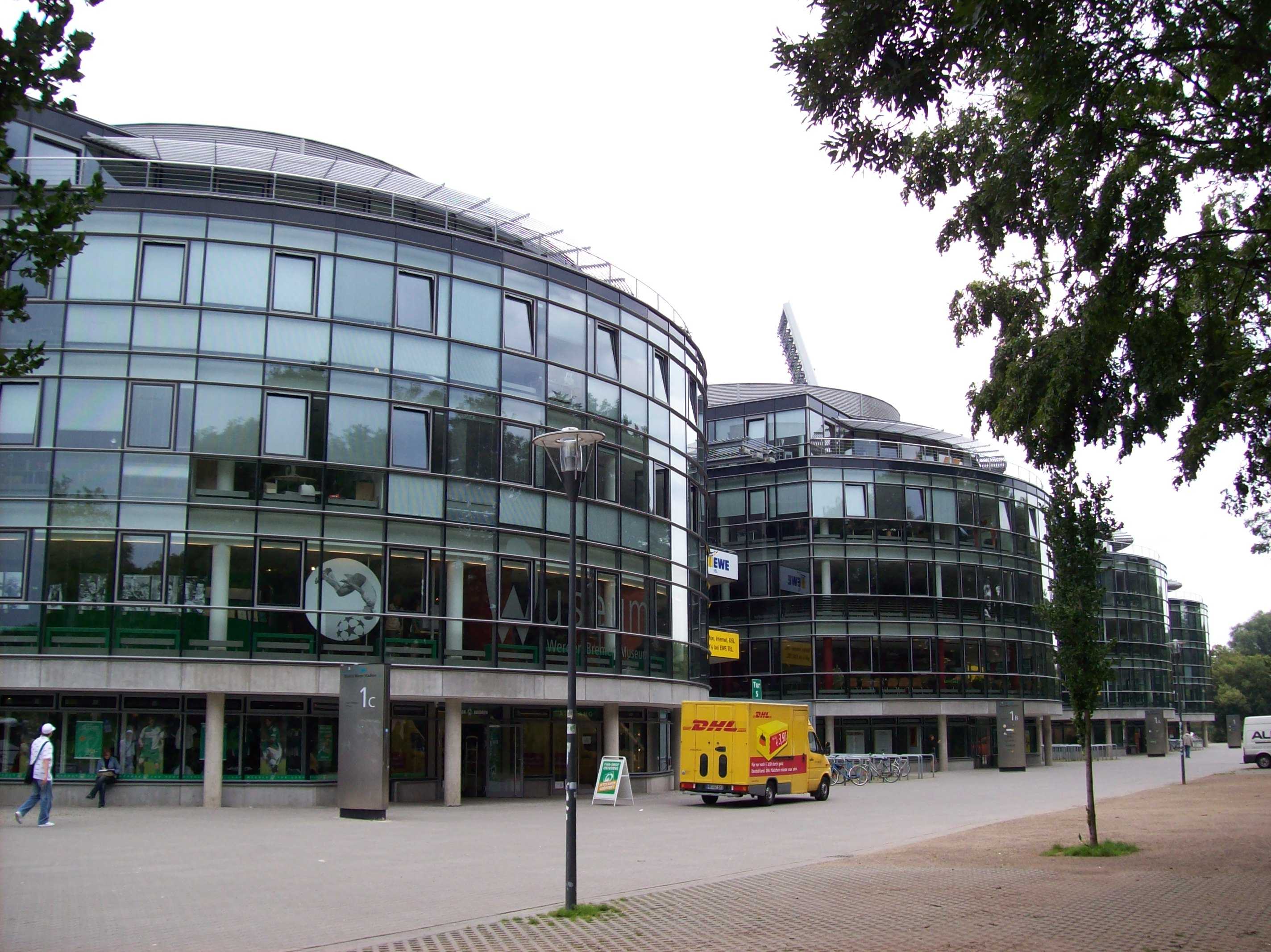
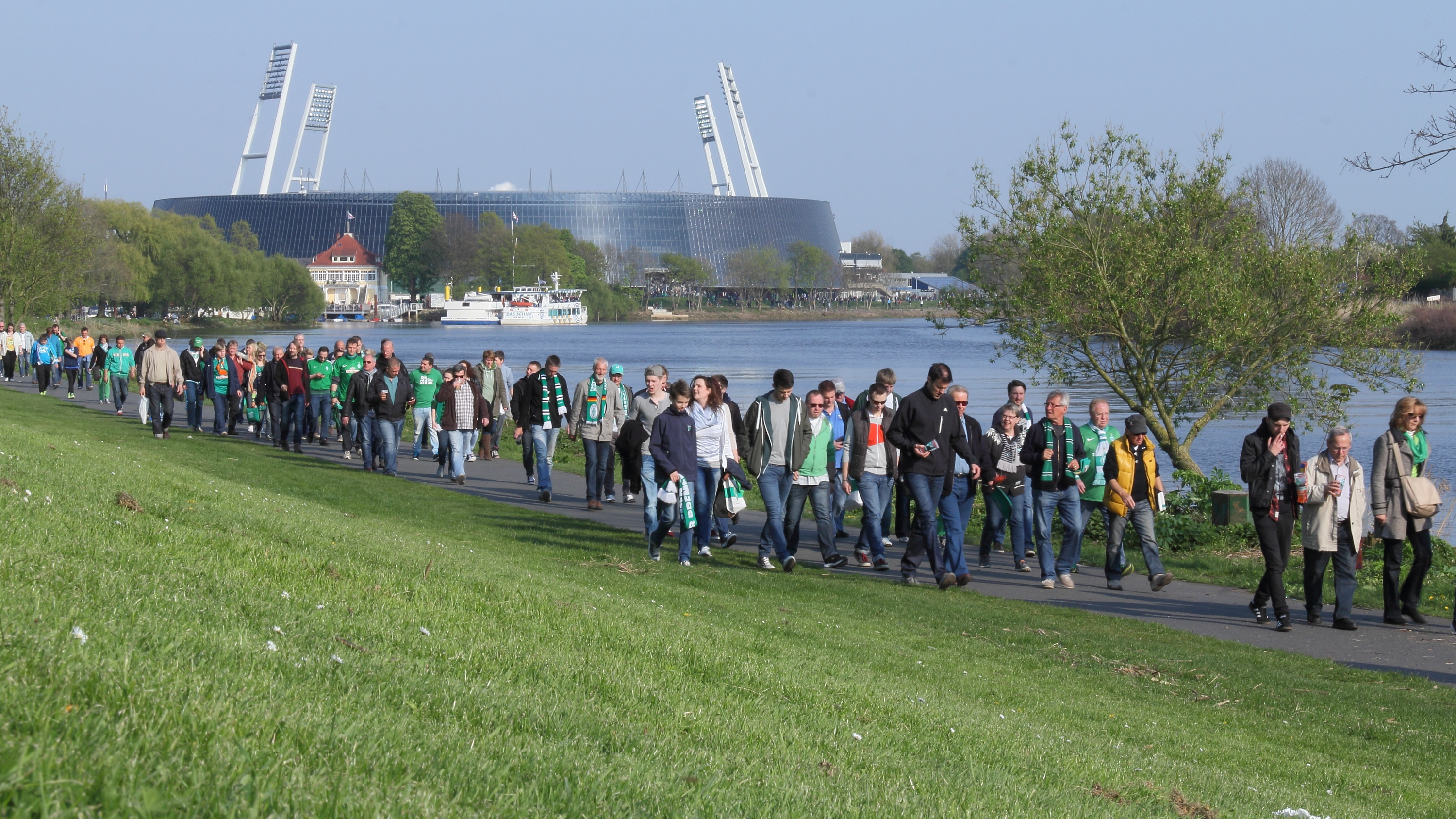
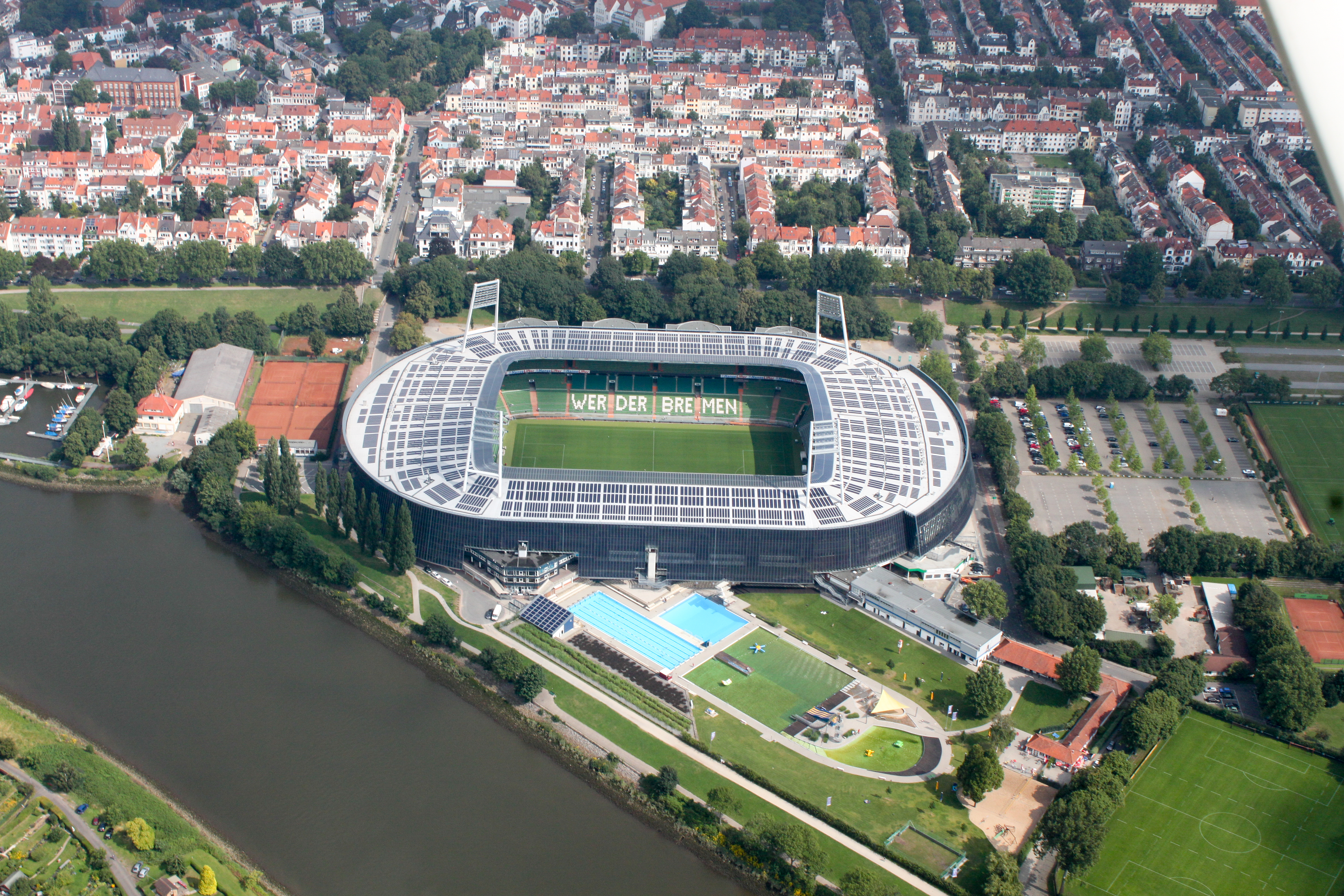
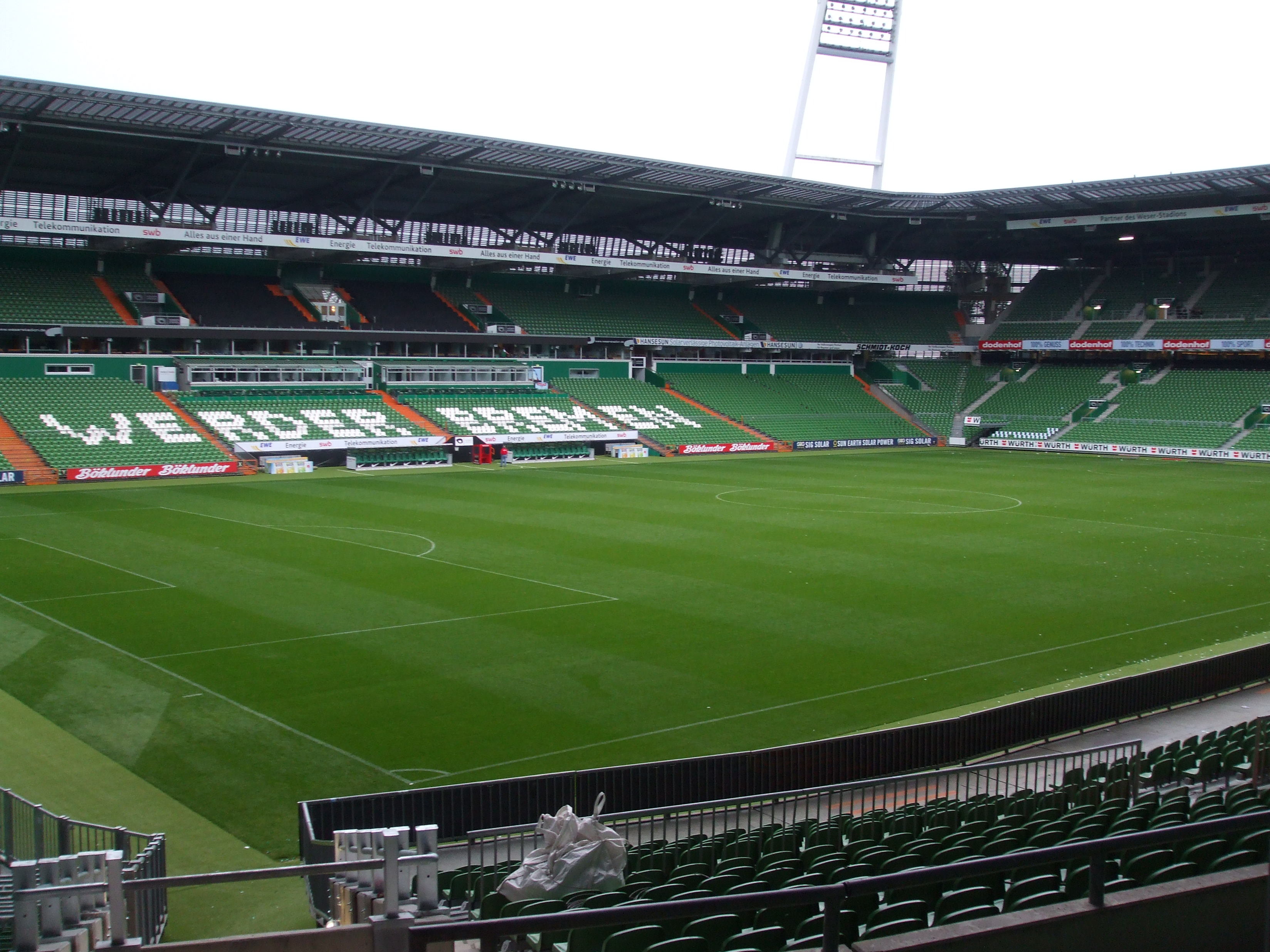
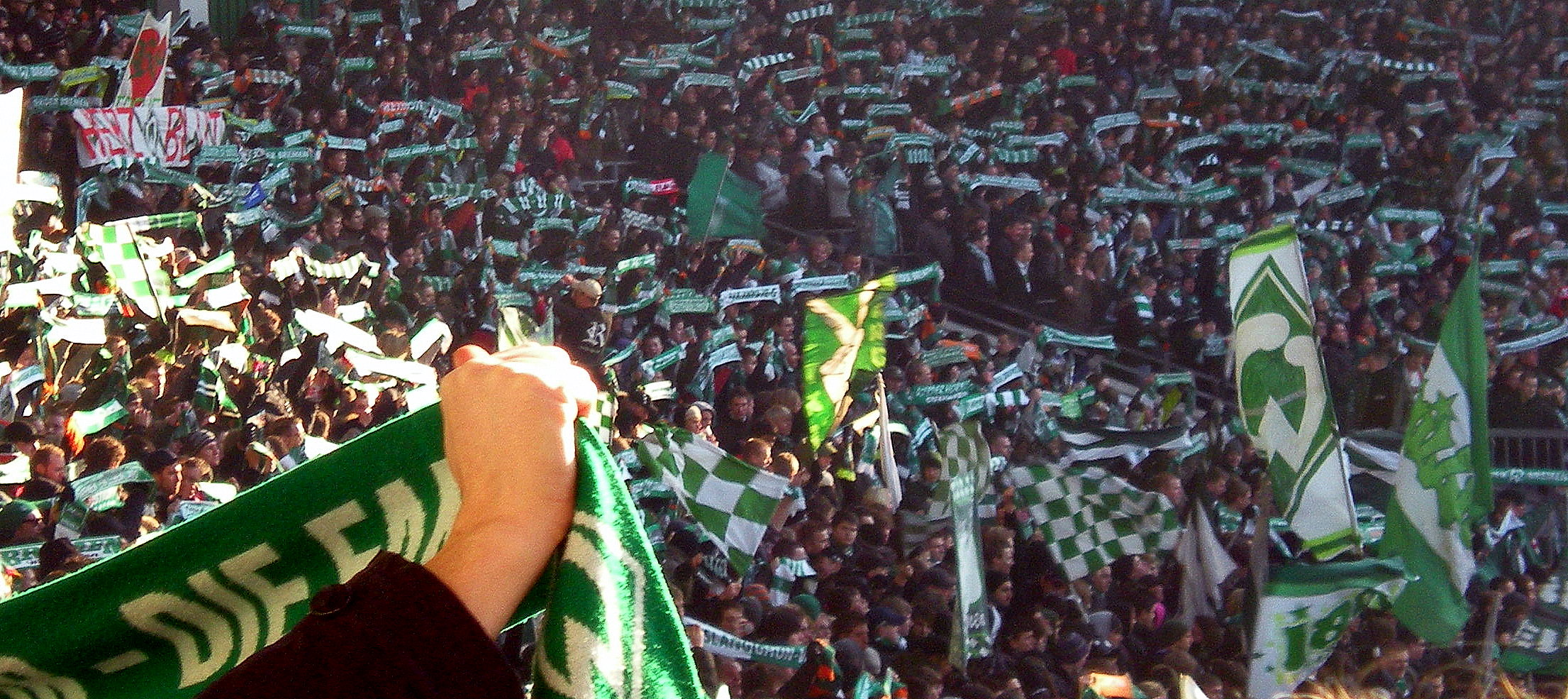